# Daniel Gregorio Rodríguez Lima
Daniel Gregorio Rodríguez Lima (Montevideo, Uruguay, 22 de diciembre de 1965) también conocido como Coquito, es un exfutbolista uruguayo que jugaba como delantero.
Coquito es el padre del futbolista Álvaro Rodríguez.

## Carrera

### Peñarol
Rodríguez debutó con la camiseta de Peñarol en 1981. En su primer año salió campeón del Campeonato Uruguayo, algo que repitió en 1982, 1985 y 1986. 1982 fue un año especial, ya que se coronó campeón de la Copa Libertadores al derrotar a Cobreloa en la final y de la Copa Intercontinental cuando derrotó a Aston Villa. En 1987 fue parte de la consagración del manya en la Copa Libertadores.

### Deportivo Mandiyú
En la segunda mitad de 1987 partió rumbo a Argentina, para sumarse a Deportivo Mandiyú. Con el equipo correntino se consagró campeón de la B Nacional y obtuvo el histórico ascenso a Primera División.

### Rapid Viena
Para la temporada 1988/89 volvió a Peñarol donde jugó en la segunda mitad de 1988 y en 1989 viajó a Europa para tener su primera experiencia en el exterior en el Rapid Viena.

### Palamós
En la temporada 1989/90 es transferido a Palamós de España.

### Atlético Tucumán
En 1992, luego de su paso por el fútbol europeo, regresó a Argentina para jugar en Atlético Tucumán. En el decano tuvo un breve recorrido.

### Chaco For Ever
Llegó a Chaco For Ever, después de su paso por Atlético Tucumán, donde no pudo concretar el desafío de volver a Primera División.

### Deportivo Morón
En 1993 pasó a Deportivo Morón, en lo que fue su último club de su carrera, ya que retiró en 1995.

## Selección uruguaya
Rodríguez disputó 12 partidos con la selección uruguaya.

## Clubes
| Equipo            | Sede      | Año     |
| ----------------- | --------- | ------- |
| Peñarol           | Uruguay   | 1981-87 |
| Deportivo Mandiyú | Argentina | 1987-88 |
| Peñarol           | Uruguay   | 1988-89 |
| Rapid Viena       | Austria   | 1989    |
| Palamós           | España    | 1990    |
| Atlético Tucumán  | Argentina | 1991-92 |
| Chaco For Ever    | Argentina | 1992-93 |
| Deportivo Morón   | Argentina | 1993-95 |

## Palmarés

### Campeonatos nacionales
| Título              | Equipo            | País      | Año     |
| ------------------- | ----------------- | --------- | ------- |
| Campeonato Uruguayo | Peñarol           | Uruguay   | 1981    |
| Campeonato Uruguayo | Peñarol           | Uruguay   | 1982    |
| Campeonato Uruguayo | Peñarol           | Uruguay   | 1985    |
| Campeonato Uruguayo | Peñarol           | Uruguay   | 1986    |
| Segunda División    | Deportivo Mandiyú | Argentina | 1987-88 |

### Copas internacionales
| Título                | Equipo  | Sede     | Año  |
| --------------------- | ------- | -------- | ---- |
| Copa Libertadores     | Peñarol | Santiago | 1982 |
| Copa Intercontinental | Peñarol | Tokio    | 1982 |
| Copa Libertadores     | Peñarol | Santiago | 1987 |